# Božena Dobešová
Božena Dobešová (Stochov, 2 ottobre 1914 – 28 novembre 1990) è stata una ginnasta cecoslovacca.

## Palmarès

### Olimpiadi
- 1 medaglia:
  - 1 argento (Berlino 1936 a squadre)